# دودمان بورگونی پرتغال
دودمان بورگونی پرتغال (به پرتغالی: Casa de Borgonha) نام دودمانی بود که از بدو تأسیس پادشاهی پرتغال تا دوره فترت پرتغال (سال‌های ۱۳۸۳ تا ۱۳۸۵ میلادی) بر این کشور فرمان می‌راند.
این دودمان را انریکه پایه‌گذاشت. او که از خاندان بورگوندی بود در ۱۰۹۶ میلادی کنت پرتغال شد. پسر او آفونسوی یکم، در ۱۱۳۹ میلادی و پس از پیروزی در نبرد اوریکه خود را پادشاه پرتغال خواند. شکل‌گیری عمدهٔ کشور پرتغال در زمان همین خاندان انجام شد. دینیش، زبان پرتغالی را به عنوان زبان رسمی این کشور معرفی نمود. نخستین پارلمان پرتغال در روزگار آفونسوی دوم تشکیل شد. پادشاهی الگاروه در زمان آفونسوی سوم ضمیمهٔ پرتغال شد. چند تن از شاهزادگان این دودمان به تخت و تاج‌های اروپایی خارج از پرتغال دست یافتند و چندین شاهدخت این دوده ملکهٔ کشورهای دیگر شدند.
با مرگ فرناندوی یکم، چون او فرزند ذکوری نداشت، کشور دچار دوره‌ای از هرج و مرج شد. خطر اینکه پرتغال ضمیمهٔ پادشاهی کاستیل شود، وجود داشت. سرانجام در ۱۳۸۵ میلادی، ژواو یکم فرزند نامشروع پدروی یکم، پس از پیروزی خود را پادشاه خواند و دودمان تازه‌ای را تأسیس که که دودمان اویش نامیده‌شد.